# 장갑전투차량
장갑전투차량(AFV, armoured fighting vehicle)은 장갑으로 방호하고 무기를 탑재하여 사용되는 군사용 차량이다. 대부분의 AFV는 거친 지형에서 사용할 것을 전제로 하여 개발되었다. 장갑전투차량은 용도 및 특성에 따라 분류된다. 이 분류가 절대적인 것은 아니다. 시대별, 나라별로 똑같은 차량이 다르게 분류되기도 한다. 예를 들어, 병력 수송 장갑차는 역할이 유사한 보병전투차로 대체되었지만, 후자는 전자에 없는 능력을 가지고 있었다. 성공적인 범용 장갑 차량은 기본 차체를 이용하여 다양한 계열 차량 개발에 사용되었다. 미국의 M113, 구 소련의 MT-LB, 스위스의 모바그 피라냐 바퀴식 장갑차가 대표적인 사례이다.

## 전차

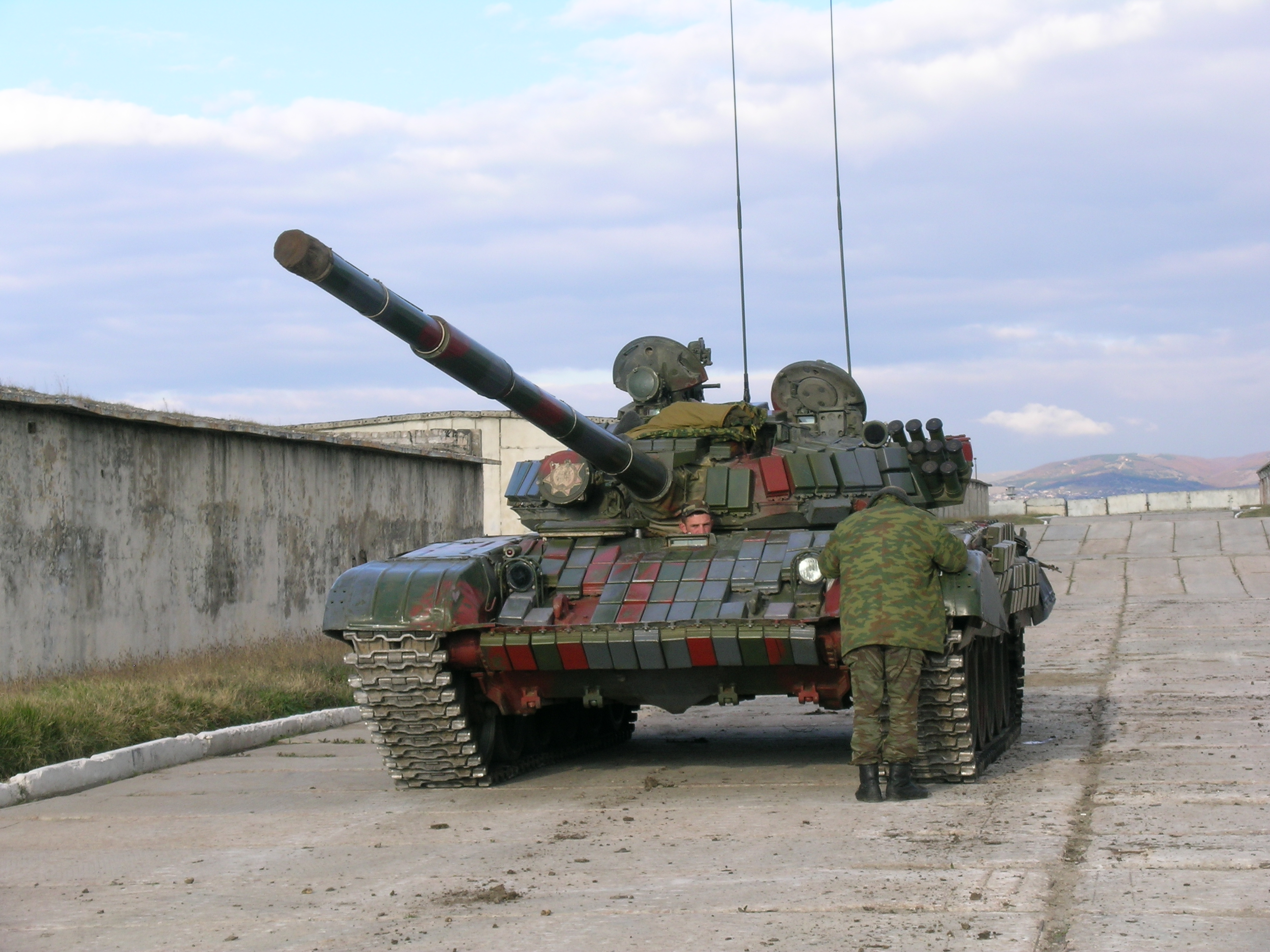
T-72 주력전차. 반응장갑을 장착하고 조지아에서 작전 중인 모습

전차는 궤도 차체의 장갑 전투차량으로서 적과 직접 조준 사격으로 적과 교전하는 차량이다. 현대 주력 전차(Main Battle Tank, MBT)는 동 시대의 화력, 기동성, 장갑 방호 능력 등으로 비교된다. 전차는 고속으로 거친 지형을 무난히 주행할 수 있지만, 제한된 연료와 정비 문제, 그리고 탄약 부족 등 문제가 있고 늘 보급이 요구된다. 전차는 실전에 투입되는 군용 차량 중 가장 무거운 장갑을 가지고 있고, 광범위하고 다양한 지상 목표물들과 싸우기 위해 강력한 전차포를 탑재한다.
전차는 제1차 세계 대전 당시 참호전의 수렁에서 벗어나려는 시도로 개발되었는데, 1930년대와 1940년대 초까지 각국은 전차를 어떻게 사용해야 하며, 어떤 전차를 개발해야 할지에 대해 관련 교리를 수립하지 못하고 있었으며, 전차는 어디까지나 보병 전투를 지원하는 용도로 간주하는 경향이 강했다. 제2차 세계 대전을 치르면서 전차는 전차 고유의 임무가 확정되었다. 돌격, 대전차, 대공 등의 역할을 맡게 되었다. 제2차 세계 대전 이후 주요 군사 강국들은 계속 관련 기술을 축적/발전시키며 새로운 전차를 개발했다. 현대 전차는 보통 1세대, 2세대, 3세대, 3.5세대, 4세대 등으로 구분한다.

## 병력 수송 장갑차
병력수송장갑차(Armoured Personnel Carriers, APC)는 보병을 수송하기 위한 경무장 장갑 차량이다.  박격포, 대전차미사일, 무반동총 같은 무장을 장착하는 경우도 있곤 하지만, 대개 기관총만을 장착한다. APC는 직접 전투를 수행하기 위해 설계된 것이 아니라, 보병을 파편 및 매복에 대비하여 안전하게 전장으로 수송하기 위해 개발되었다. 대표적인 APC로 대한민국의 K200 장갑차, 미국의 M113 병력수송장갑차, 영국의 FV 432 병력수송장갑차(이상 궤도식), 프랑스의 VAB 장갑차, 구 소련의 BTR-60 (이상 바퀴식) 등이 있다.

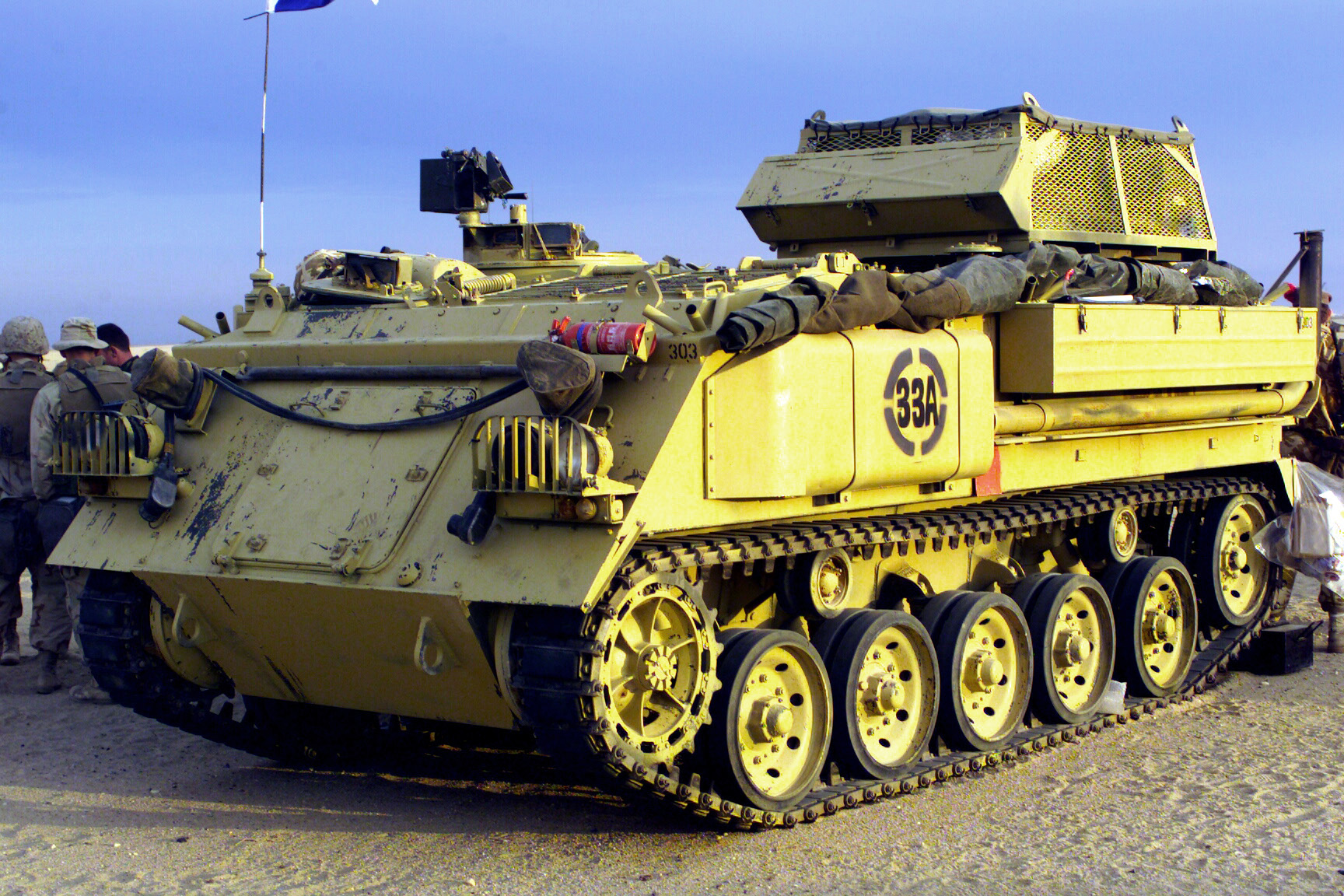
2003년 이라크에서 활동 중인 영국군의 FV-432 병력수송장갑차

"보병을 안전하게 수송한다"라는 개념은 1944년 노르망디에서 캐나다군이 캥거루 병력수송장갑차로 입증했다. 이전의 APC들은 반궤도 차량(바퀴와 궤도를 동시에 사용)이거나 보병 분대 이동시키기에도 너무 작았다(영국의 유니버설 캐리어 같은 경우). 그러나 독일군은 SdKfz 250/SdKfz 251과 같은 반궤도식 병력수송장갑차로 기계화 보병이라는 개념을 정착시켰다.
바퀴식 장갑차는 궤도식에 비해 험지 주행 능력 등이 떨어지지만, 생산 단가와 유지 비용이 저렴하고, 냉전 시절에 대규모로 운용되던 병력을 모두 궤도식 장갑차나 보병전투차로 장비할 수 없었기 때문에 바퀴식 병력 수송 장갑차도 상당수 개발되었다. 특히 해외 파병 등에서 신속대응군에서는 다양한 종류의 바퀴식 장갑차를 운용했으며, 최근에는 지역 분쟁이나 저강도분쟁, 각종 평화유지활동을 위해 다양한 바퀴식 병력수송 및 다용도 장갑차가 개발되어 배치되는 추세다.

## 보병 전투차
보병전투차(Infantry Fighting Vehicle, IFV)는 보병을 지원할 수 있는 화력을 갖춘 장갑 병력 수송차다. APC가 전장으로 보병을 수송하는 "택시"라면 IFV는 자체 중무장을 갖추고 전투가 가능하다. 병력을 무장 궤도 차량에 탑승하여 수송하겠다는 생각을 처음 시도한 것은 제1차 세계 대전 당시 영국이었다. 전차로서 능력은 여전히 가진 채 Mark V의 차체를 늘려 보병 1개 분대를 수송할 수 있도록 개조했던 것이다. 전쟁이 끝난 후 이 아이디어는 제2차 세계 대전 동안에 폭넓게 사용된 트럭과 경장갑 반궤도차량으로 후퇴했다. 제2차 세계 대전 중에 중장갑 수송차량에 대한 몇 가지 실험이 있었는데, 전차의 포탑을 제거하고 개조한 캥거루같은 것이 있었다. 독일군은 SdKfz 250이나 SdKfz 251같은 오픈탑 형식의 반궤도장갑차를 사용했고, 미국은 M3 하프트랙을 사용했다. 전쟁 후 반궤도 차량은 궤도식이나 바퀴식 장갑병력수송차로 바뀌었고, 자체 방어를 위해 보통 기관총으로 무장했다.

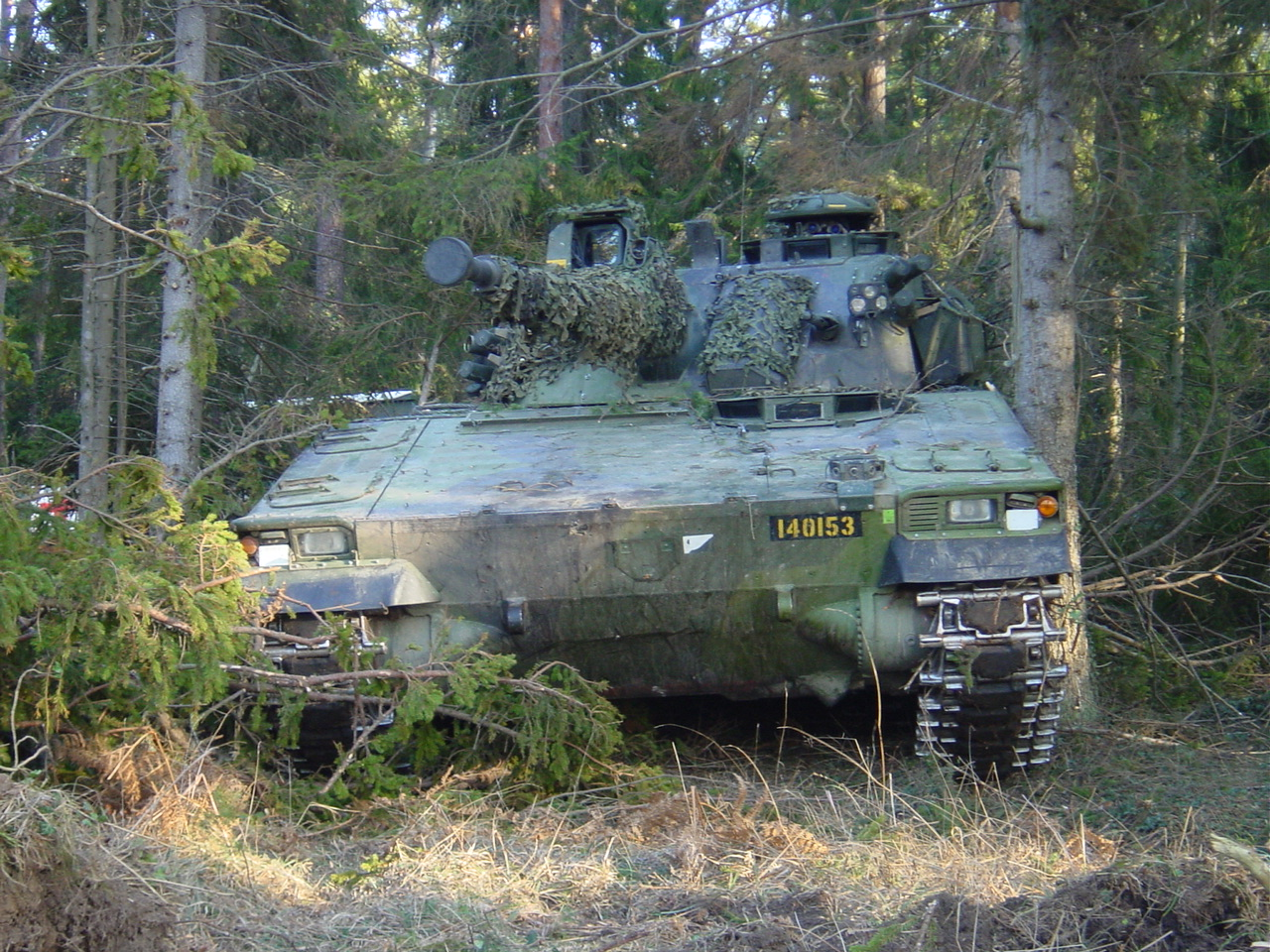
스웨덴군이 운용 중인 CV-90 보병전투차

현대 보병전투차는 소련에서 처음 개발한 BMP-1이며, 그 다음으로 독일의 마르더 보병전투차가 개발되었다. 독일과 소련은 독소전쟁 중에 격렬한 기갑전을 치르면서 적절한 방호를 제공받지 못한 보병의 엄청난 손실을 겪으면서 기계화보병을 안전하게 보호하면서도 전투가 가능한 차량을 찾았던 것이다. 반면에 제2차 세계 대전 중에 동부 전선 만큼의 격렬한 기갑전투는 치르지 않았던 영국과 미국은 APC 정도면 충분하다고 여겼다. 보병전투차도 전차와 기본적으로 같이 임무를 수행해야 하므로 궤도식이 주류를 이루고 있다. 냉전 종식 이후에는 세계적으로는 수요가 감소한 상태지만, 미국-이라크 전쟁을 통해 궤도식 보병전투차의 가치가 다시 주목받았다.
초창기 등장한 IFV는 기계화보병이 차량 내부에서 사격할 수 있도록 총안구(Gun Ports)를 보병 탑승구역에 설치했다. IFV는 공격 중에 직접 화력 지원을 제공할 수 있는 중무장을 갖췄고, 보병이 개인 화기를 거치하고 사격할 수 있는 총안구(Gun Ports; Pistol Ports)를 설치하고 장갑이 강화되었다는 점에서 초기 APC들과 달랐다. 미국, 영국, 독일, 프랑스 등의 IFV들은 대개 20mm 이상의 기관포와 대전차미사일을 장착했으며, 소련은 BMP 시리즈의 각 무장이 모두 달라 경전차 수준의 무장을 장착했다. BMP-1은 73mm 저압포와 7.62mm PKT 기관총, AT-3 새거/AT-4 스피갓/AT-5 스판드렐 대전차미사일을 장착했으며, BMP-2는 30mm 기관포와 동일한 대전차미사일을 장착했다. BMP-3은 가장 중무장을 자랑하는데 100mm 저압포와 30mm 기관포 및 동축 기관총을 장착했다. 보병전투차는 대개 궤도식이지만, 바퀴식 일부도 이 범주에 속하는 경우가 있다.
특별한 장비를 갖춘 IFV는 기존 경전차의 임무를 대신하기도 한다. 이런 IFV들은 주로 정찰/수색 조직에서 사용되며, 가벼운 IFV는 전차의 중화력없이 전투를 수행할 수 있어야 하는 공수부대가 사용하기도 한다.
보병전투차는 아니지만 이스라엘의 메르카바 전차는 주력 전차이면서도 차체 하부에 보병을 수송할 수 있는 공간이 있다. 방어력 강화를 위해 엔진을 차체 전면에 배치함으로써 상대적으로 높아진 후방 공간을 활용한 것인데, 실제로는 주로 예비탄을 보관하는데 사용하며, 위급 상황에서는 전차병들의 탈출 공간으로도 사용한다.

## 자주포 및 돌격포
자주포는 포병의 일종으로서 궤도나 바퀴식 차체 상부에 장갑을 설치하여 전투실을 만들고, 거기에 화포를 탑재하여 자체 이동 능력을 가진 화포다. 자주포는 전차부대와 함께 행동하며 신속한 화력 지원 임무를 수행할 필요성이 제기되어 제2차 세계 대전 때부터 본격적으로 사용되었다. 대표적인 제2차 세계 대전의 자주포로는 미국의 M7 프리스트가 있다. 따라서 전차와 동등한 수준의 기동력을 발휘하도록 개발된다. 또한 같은 이유로 자주포 차체를 이용한 탄약보급차량이 개발되어 한 부대로 편성된다.
자주포에는 궤도식 자주포와 바퀴식 차체의 자주포가 있다. 궤도식 차체는 처음부터 자주포용으로 개발된 것과 기존 주력 전차의 차체를 개조하여 사용하는 경우가 있는데, 구조상 문제로 전차 차체를 개조하는 것보다는 처음부터 자주포용으로 개발된 차체를 사용하는 추세다.
견인식 화포와 마찬가지로, 자주포도 화력 지원 임무를 수행하기 위해 상대적으로 안전한 지역에서 배치된다. 1960년대까지만 하더라도 장갑 방어력은 소화기 및 파편을 겨우 막아내는 수준이었으지만, 현재는 대포병전 문제로 사격 후에 재빠르게 자리를 옮겨야 하며 장갑 방어력 또한 예전과 달리 상당히 강화되었다. 미국에서 개발하여 서방 세계 자주포의 대부분을 차지했던 M109 자주포도 방어력은 그리 기대할 수 없는 알루미늄으로 차체와 전투실을 만들었고, M107 자주포나 M110 자주포는 아예 전투실에 벽과 지붕이 없는 오픈탑 방식이었다. 그러나 최근 개발된 자주포들은 주력 전차에 버금가는 상당한 방어력을 자랑한다. 최근에는 냉전 종식 이후 군사비 삭감 등의 이유로 상용 트럭 등에 105mm 포나 155mm포를 탑재한 염가형의 자주포도 등장하고 있다.
주요 자주포는 다음과 같다.
- M109 자주포 - 미국
- K9 자주포 - 대한민국
- AS90 자주포 - 영국
- 지아트 케사르 자주포 - 프랑스. 민간 상용 트럭에 155mm포를 탑재했다.
- 다나 - 체코슬로바키아가 개발한 바퀴식 자주포
- G6 자주포 - 남아프리카공화국이 개발한 바퀴식 자주포

돌격포는 전선에서 보병을 직접 지원할 목적으로 개발된 자주포의 한 종류다. 돌격포는 참호와 요새화된 진지에 은폐한 보병에 효과적인 대두경포를 장착한다. 돌격포의 기원은 제2차 세계 대전 당시 개발된 독일의 3호 돌격포이며, 스웨덴의 Strv103을 마지막으로 사실상 더 이상 개발되지 않고 있다. 요새화된 진지에 대한 화력 지원은 현대에는 보병이 직접 운반할 수 있는 RPG-7이나 M72 LAW같은 로켓 무기(원래는 대전차용으로 개발된 것들이다), 보병전투차, 공격 헬리콥터, 전차 등이 상황에 따라 담당한다.

## 구축전차
자주 대전차포, 구축전차 등은 방어 전투나 후퇴 시에 보병이나 전차 부대를 지원하여 대전차 임무를 수행하기 위해 개발되었다. 구축전차는 고속 대전차포나 대전차 미사일 발사기를 장비한다.
구축전차는 전차의 많은 임무를 수행하지는 못한다. 그들은 유연성이 부족하며 일반적으로 대보병 전투 능력이 떨어진다. 그러나 구축전차는 전차보다 재보급, 생산, 유지에 필요한 비용이 전차보다 싸게 먹힌다.
대전차포를 장비한 구축전차는 대개 제2차 세계 대전 이후 범용 전차로 대체되었지만, 경무장인 대전차미사일 발사 차량은 장거리 대전차 능력을 이용하여 보조적으로 사용되며 전차를 대신하여 경무장 부대나 공수부대에서 전차 대용으로 사용되기도 한다.

## 준전차(tankette)

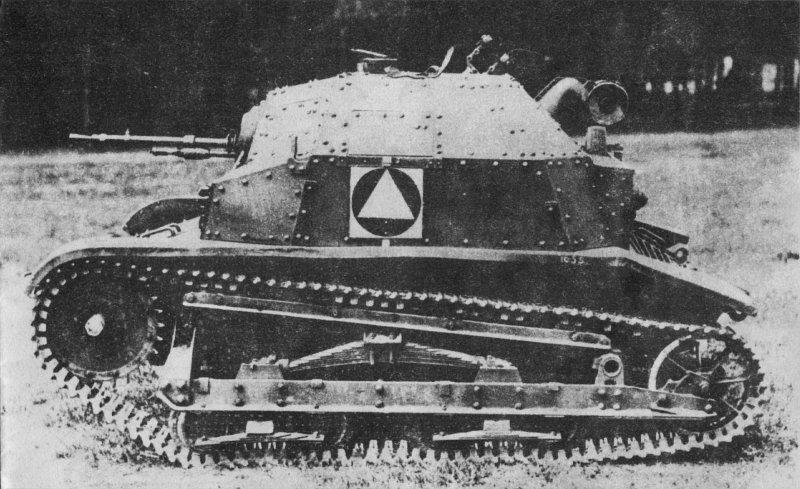
폴란드군이 사용한 TKS. 7.92mm 기관총 1정으로 무장

준전차(tankette)는 1인 또는 2인승의 전투 차량으로 겉모습은 전차와 비슷하다. 주로 보병 지원 또는 정찰용으로 개발되었다. 대부분 포탑이 없으며, 1정 내지는 2정의 기관총으로 무장했거나 보다 무거운 기관포나 유탄발사기로 무장했다. 준전차는 대략 1930년과 1935년 사이에 생산되었으나, 제한된 능력과 대전차 무기에 대한 취약점 때문에 폐기되었고, 원래 이 계열의 전차들이 수행할 예정이었던 역할은 장갑차나 경전차가 대체하게 되었다.
고전적 형태는 영국의 카든 로이드 준전차였고, 이 모델 이후 많은 다른 것들이 개발되었다. 일본은 가장 많은 종류의 이런 장갑 차량을 만들었고, 정글전에서 유용하다는 사실을 알게 되었다.
이미 제2차 세계 대전에서 효용성이 없다는 것이 드러나 더 이상 개발되지는 않았고, 현재 독일 연방군이 공수부대용으로 다양한 버전을 운용 중인 비젤 장갑차가 유일하다.

## 같이 보기
- 전차 (main battle tank, MBT)
- 병력 수송 장갑차 (APC)
- 보병전투차 (IFV)
- 자주포:
  - 자주포
  - 돌격포
  - 구축전차
- 대공자주포
- 장갑차
- 준전차
- 장갑열차

AFV는 아니지만, 같이 편성되는 차량
- 지원 차량(전투용은 아니다.)
  - 전투 공병 차량 (CEV, Combat engineering vehicle)
  - 장갑 회수 차량 (ARV, Armoured recovery vehicle)
  - 장갑 가교 차량 (AVLB, Armoured vehicle-launched bridge)
- 비장갑 전투차량
  - 테크니컬 - 지원 무기를 탑재한 민간용 트럭
  - 타찬카(Tachanka, 러시아어: тача́нка) - 러시아 적백 내전 중에 사용된 기관총을 탑재한 마차.
  - 카츄사 로켓포 - 트럭 탑재 다연장로켓포 시리즈